# 塚原高原

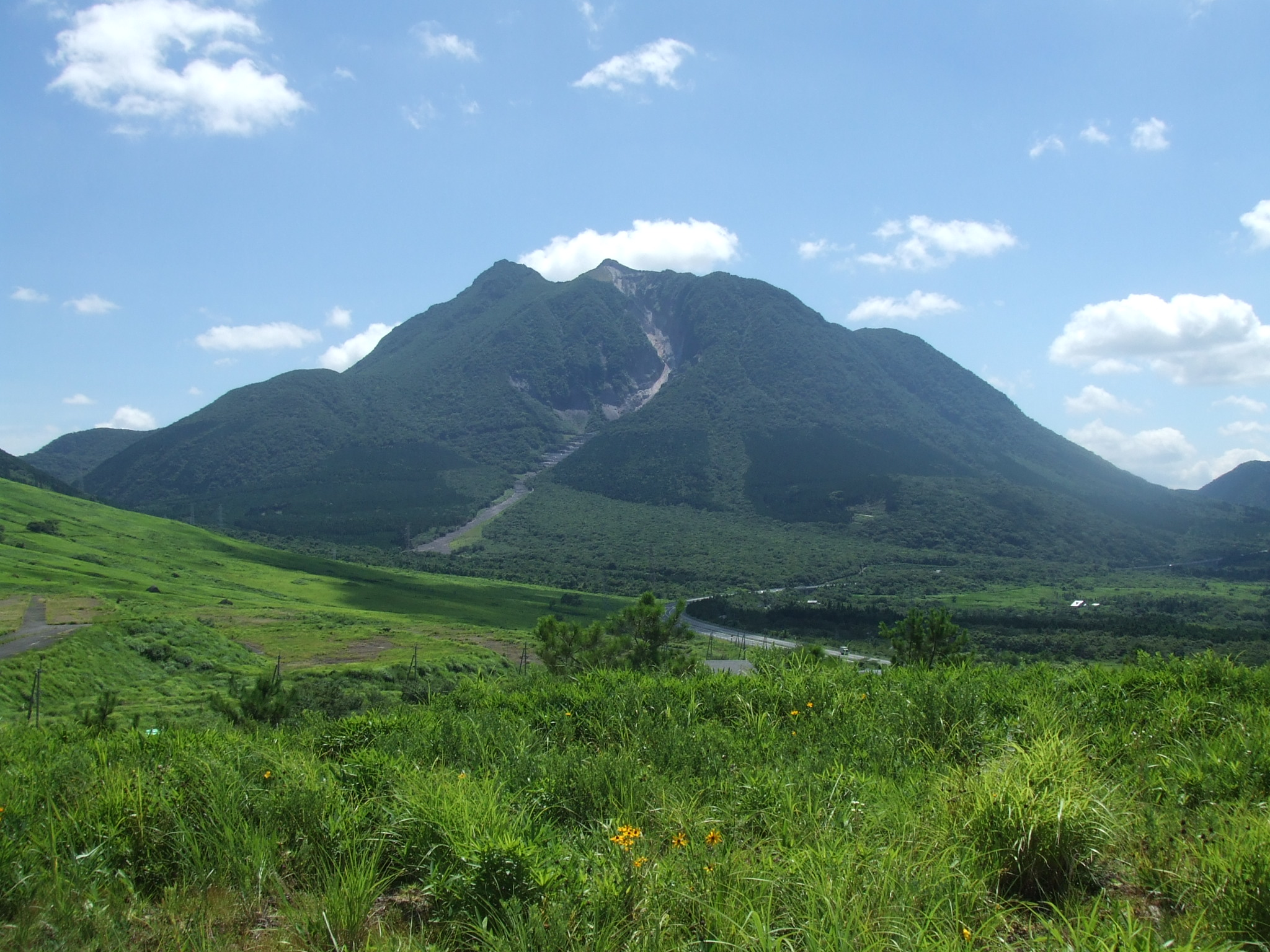
塚原高原と由布岳

塚原高原（つかはらこうげん）は、大分県由布市湯布院町塚原に位置する標高約600〜700mの高原。

## 概要
鶴見岳に連なる伽藍岳の西麓で、由布市と別府市との境界付近に位置する。由布院温泉などの湯布院地域の中心部から由布岳を挟んで北側にあたるため、奥湯布院とも呼ばれる（ただし、奥湯布院と称する地域は他にも多数ある）。
なだらかな丘陵が連なる高原で、古くから牧場が開かれた大分県における畜産発祥の地であり、酸性度の高さで知られる塚原温泉があるものの、由布院、湯平、塚原に三分される湯布院地域の中でも、最も観光開発が進んでいない地域であり、自然が多く残されている。
豊かな自然と静かな環境を求めて大分県外から移住してくる人も多く、近年、個性的な店や宿が増えている。地域作りの運動も行われており、2007年からは、塚原高原MATURIが開催されている。「日本で最も美しい村」連合に、塚原地区として2011年に加盟。

## 交通
- 鉄道：JR九州久大本線由布院駅から車で約20分
- 自動車：大分自動車道湯布院ICから約20分（約13km）